# Xã Hazle, Quận Luzerne, Pennsylvania
Xã Hazle (tiếng Anh: Hazle Township) là một xã thuộc quận Luzerne, tiểu bang Pennsylvania, Hoa Kỳ. Năm 2010, dân số của xã này là 9.549 người.